# Rosseland (cràter)
Rosseland és un cràter d'impacte situat a la cara oculta de la Lluna. Es troba a menys d'un diàmetre al nord-est del cràter Carver, i aproximadament a la mateixa distància a l'oest de Roche, de major grandària. Al nord-oest es troba el cràter Coblentz, més petit.

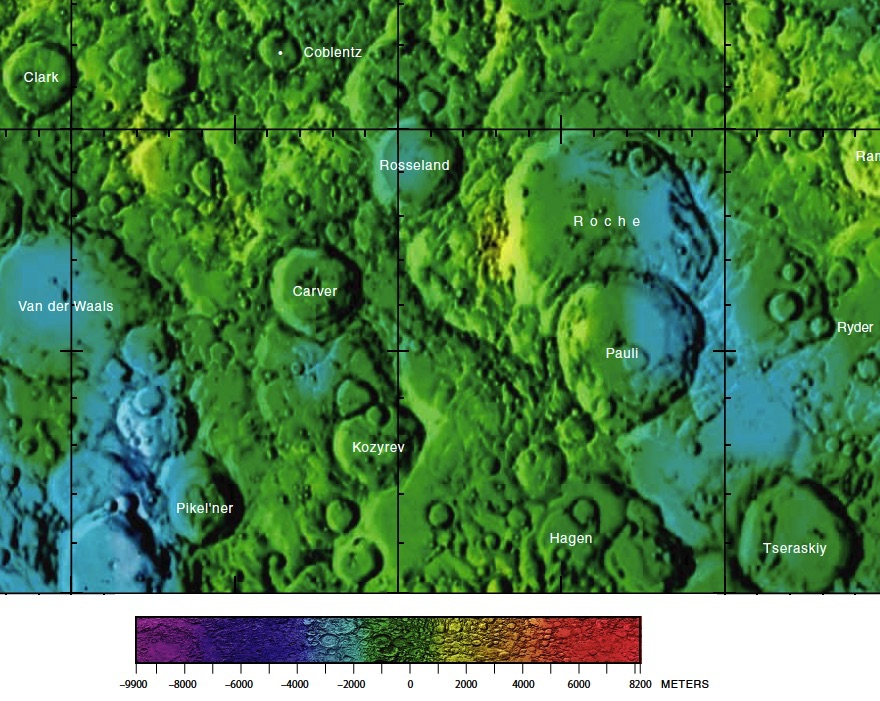
Localització de Rosseland (centre superior de la imatge)
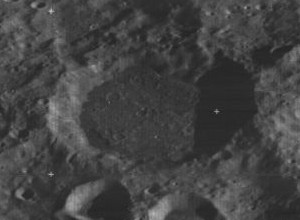
Vista obliqua des del Lunar Orbiter 3, mirant a sud

Aquesta formació se superposa a la vora sud del cràter satèl·lit més gran Rosseland V. La vora de Rosseland està desgastada i és desigual. El sòl interior és relativament anivellat i posseeix algunes zones de material de menor albedo a les vores de la paret interior.